# 新米科拉伊夫卡 (庫皮揚斯克區)
49°45′0″N 37°20′40″E / 49.75000°N 37.34444°E
新米科拉伊夫卡（烏克蘭語：Новомиколаївка）是位於烏克蘭東部的村莊，由哈爾科夫州庫皮揚斯克區的舍夫琴科韦市镇負責管轄。該村始建於1795年，面積6.89平方公里，海拔高度135米，2024年人口439。